# محمد یعقوب بیگ
محمد یعقوب بیگ معروف به آتالیک غازی ماجراجویی تاجیک بود که به پادشاهی کاشغریه رسید.

## زندگی‌نامه
وی به سال ۱۸۲۰ میلادی در روستای پسکنت خانات خوقند جایی که امروز در جمهوری ازبکستان واقع است به دنیا آمد. او به سرعت در نیروی‌های نظامی خانات خوقند پیشرفت کرد. در سال۱۸۴۷ کمی پیش از سقوط آق مسجد به دست روس‌ها، فرمانده قلعهٔ آنجا بود. پس از آن به بخارا رفت. در ۱۸۶۵ به فرماندهی نیروهای کوکند رسید. جلوی پیشرفت خیزش هوئی را گرفته و کنترل شهرهای کاشغر و یارکند را از چینی‌ها گرفت. تا سال ۱۸۶۷ دیگر مناطق از جمله شهرهای آکسو و کوچا نیز به سلطهٔ او در آمد. او خود را حکمران کاشغریه به پایتختی کاشغر کرد. در همین زمان‌ها بود که به او لقب آتالیک غازی را دادند.
پس از آن سرور پیشین خود شیخ بزرگ خان (شیخ نقش بندی ای که تنها بازمانده جهانگیر خواجه بود) را برکنار کرد و خود را امیر نامید. برای چند سال زیرمجموعه‌ای از خانات خوقند بود اما سرانجام اعلام خودمختاری کرد.
حکمرانی یعقوب بیگ در کاشغر همزمان بود با رقابت‌های استعماری روسیه، بریتانیا و چین برای تسخیر آسیای میانه که به بازی بزرگ شهرت دارد. کاشغریه یعقوب بیگ کم کم گسترده شد و تا اورومچی و تورفان نیز رسید.
نیروهای اویغور یعقوب بیگ با عنوان جهاد علیه چینی‌های مسلمان می‌جنگیدند. فقهای دربار یعقوب بیگ به اشتباه بر این باور بودند که چینی‌های مسلمان شافعی بوده‌اند و حنفی شده‌اند. یعقوب بیگ برای جنگ با چینی‌های مسلمان مزدور اجیر می‌کرد.او روابط خوبی با امپراتوری روسیه و بریتانیای کبیر برقرار کرد اما موفق نشد که پشتیبانی‌ای از آن‌ها در مقابل امپراتوری چین به دست آورد. در آخر نیروهای چینی به رهبری ژنرال سوئی و ژنرال هوا لشکر یعقوب بیگ را منهدم کردند.
مالیات‌های بالا و قوانین خشن دینی رعایای ترک یعقوب بیک را بسیار ناراضی کرده بود.

## مرگ یعقوب بیگ
دلیل مرگ او نامشخص است. تایمز لندن و ترکستان گزت روسیه هر دو گزارش کرده‌اند که یعقوب بیگ پس از یکی بیماری کوتاه درگذشته. تاریخ‌نگار هم‌عصرش موسی سیرامی شرح داده که او به تاریخ ۳۰ می۱۸۷۷ در کرلا به دست نیاز حاکم بیگ، حاکم سابق یارکند مسموم شده. البته حاکم بیگ این مسئله را رد کرده و مدعی بوده که یعقوب بیگ خودکشی کرده‌است.
نظریه مسموم شدن بیشتر توسط تاریخ‌نگاران مسلمان مطرح شده و نظریه خودکشی بیشتر توسط ژنرال‌های چینی. اما تاریخ‌دانان امروزی بیشتر نظرشان به مرگ طبیعی است.
جنازه یعقوب بیگ و فرزندش ایشانه بیگ را سوزاندند تا به خاکستر تبدیل شد. دیگر فرزندان و همسران او نیز یا کشته شدند یا برده چینی‌ها شدند.

## میراث یعقوب بیگ
با مرگ یعقوب بیگ کاشغریه به سرعت تکه تکه شد. و کاشغر پایتخت او نخست به دست امپراطوری چین و پس از آن جمهوری چین افتاد.
برخی منابع بر این باورند که مقبره یعقوب بیگ در شهر کاشغر واقع بوده و به دست چینی‌ها با خاک یکسان شده.

## نگارخانه

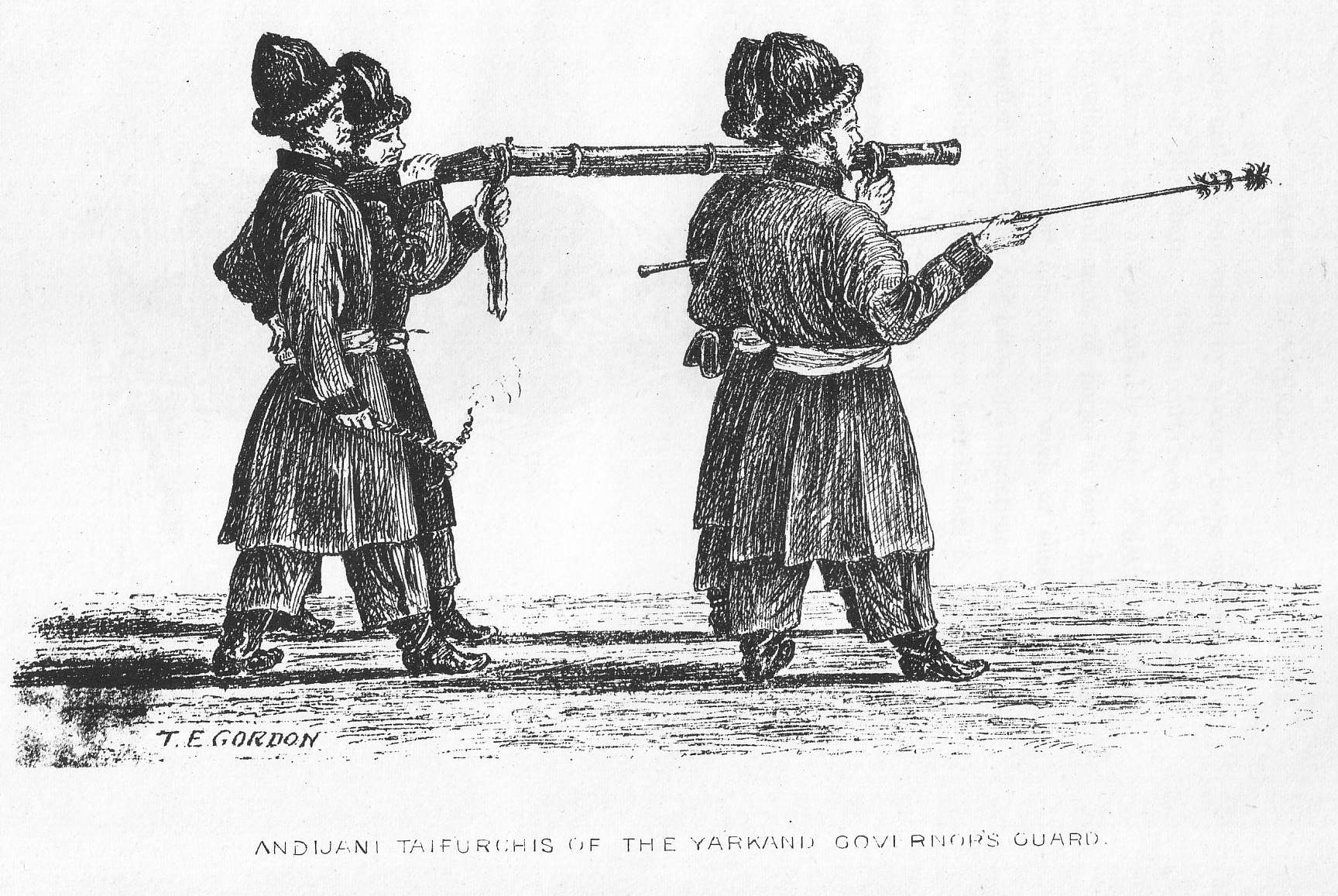
تفنگچیان اندیجانی یعقوب بیگ
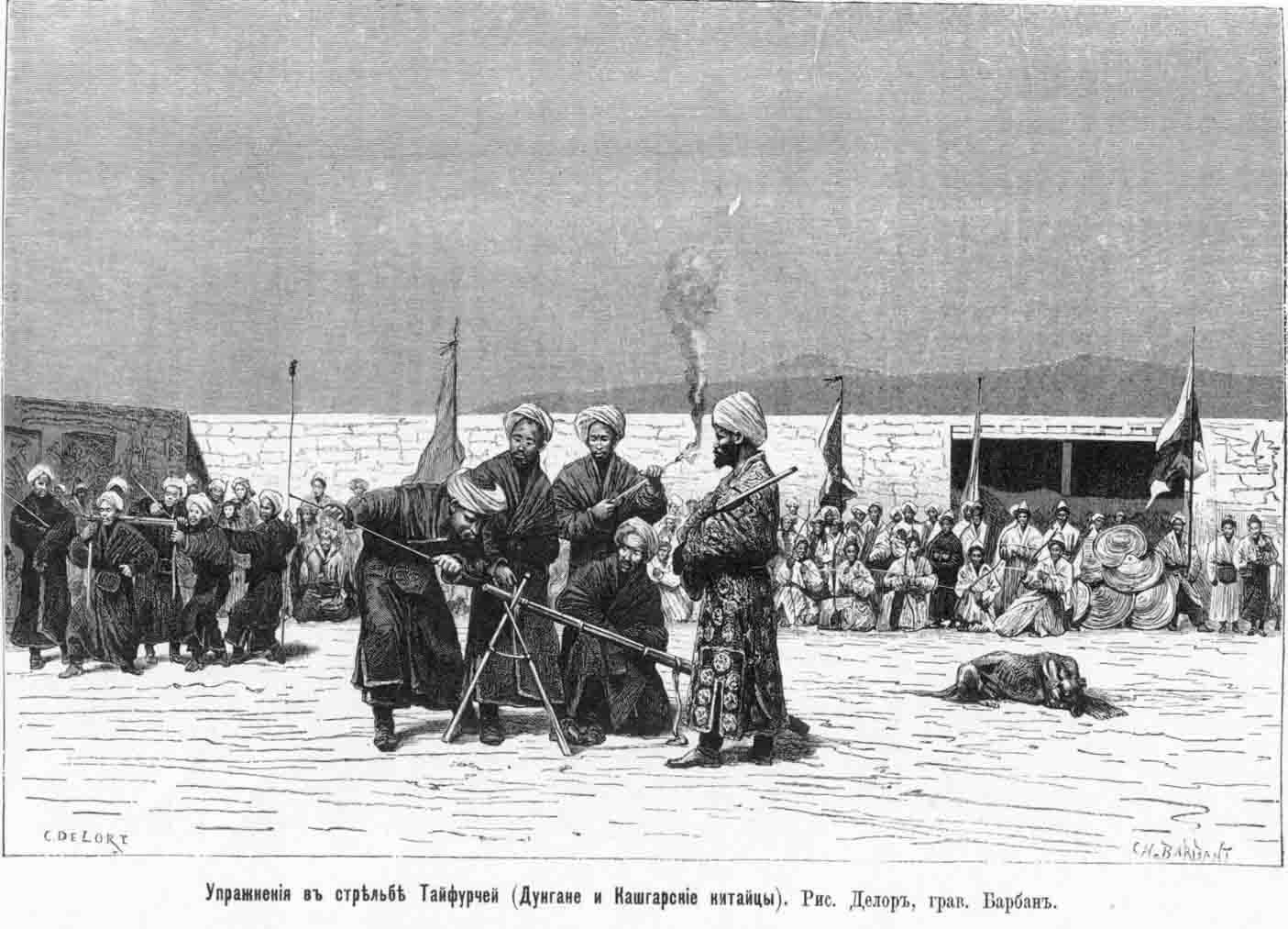
تمرین تفنگچیان یعقوب بیگ
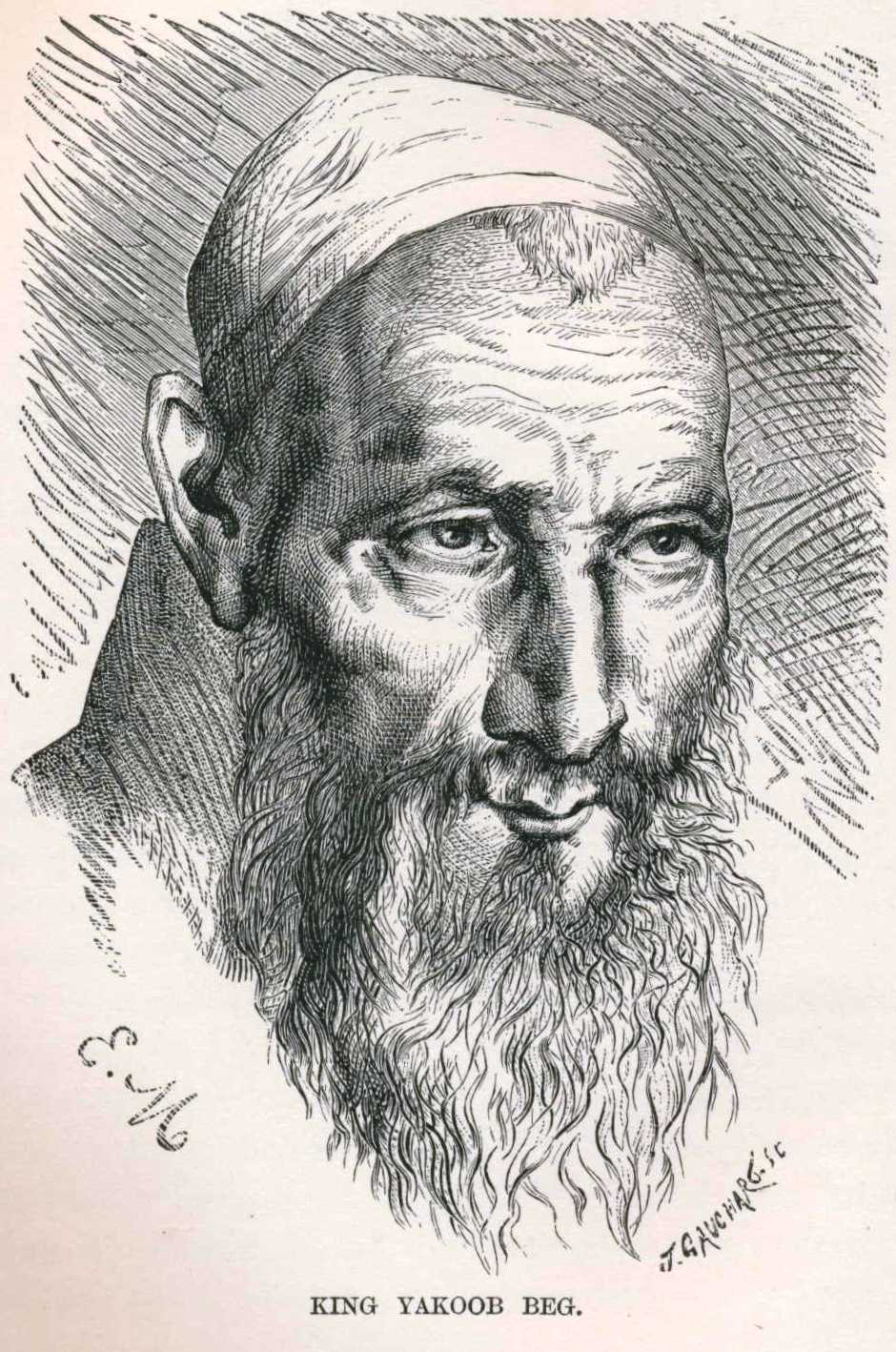
نگاره‌ای از چهره یعقوب بیگ
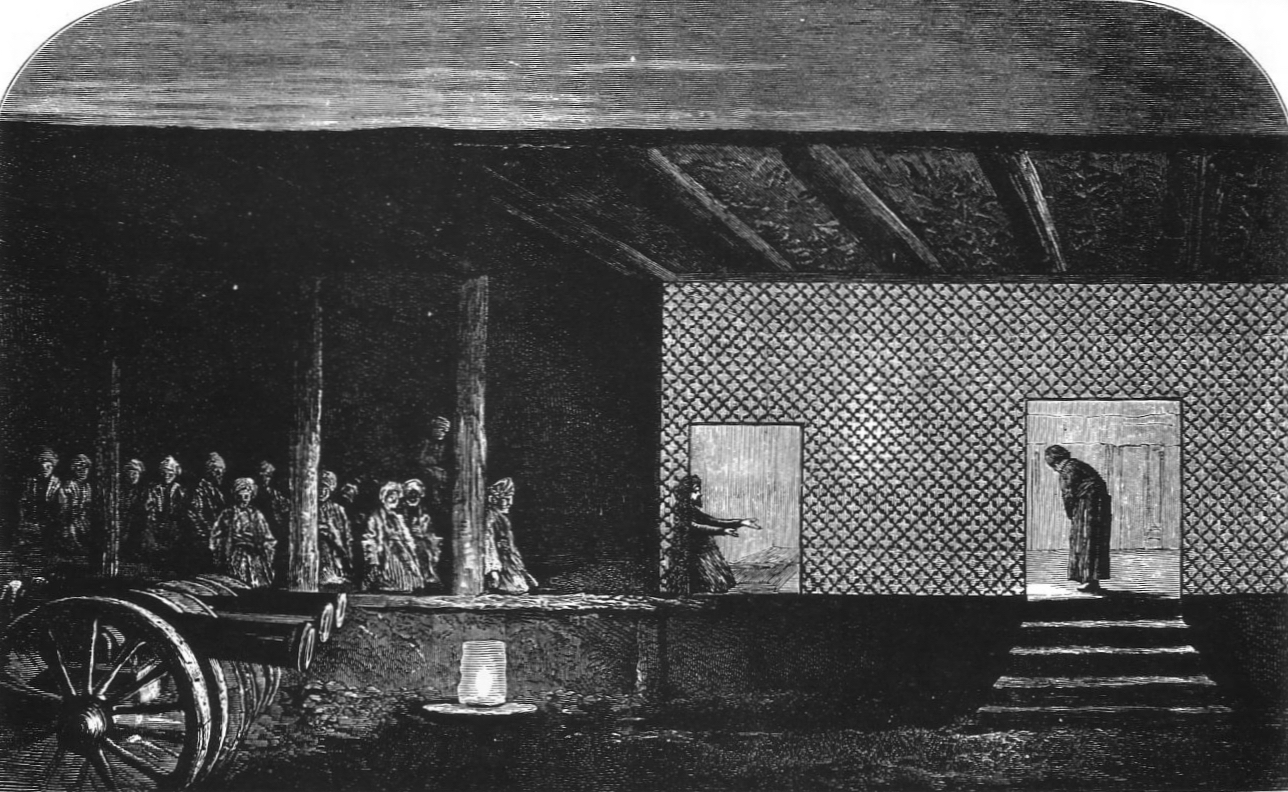
بار شبانه یعقوب بیگ